# Cesare Tallone

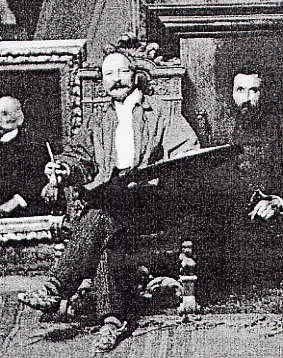
Cesare Tallone, um 1900

Cesare Tallone (* 26. August 1853 in Savona; † 21. Juni 1919 in Mailand) war ein italienischer Maler.

## Leben
Cesare Tallone verlor seinen Vater im Alter von 10 Jahren und zog daraufhin mit seiner Mutter und seinen Schwestern nach Alessandria, wo er Schüler des Dekorationsmalers Pietro Sassi wurde. Einige Mitglieder des lokalen Bürgertums bestellten bei ihm die ersten Porträts und bewegten den Stadtrat dazu, seine Studien zu finanzieren. Dank dieser finanziellen Hilfe war Tallone in der Lage, sich 1872 in der Accademia di Belle Arti di Brera einzuschreiben und bis 1880 bei Raffaele Casnedi, Luigi Riccardi und Giuseppe Bertini zu studieren. Sein Talent war von seinen allerersten Arbeiten an unübersehbar und wurde von Francesco Hayez anerkannt, der ihm die Benützung seines eigenen Studios in der Nähe der Akademie gestattete. Tallone war ein aktiver Teilnehmer im lebhaften kulturellen Milieu in Mailand und Mitglied der Famiglia Artistica seit ihrer Gründung 1873 durch Vespasiano Bignami.
Tallone gewann den alle drei Jahre stattfindenden Malereiwettbewerb an der Brera-Ausstellung 1879 mit einem geschichtlichen Thema. Dieses Sujet wurde zusammen mit Porträt von Luigi Bernasconi (Rome, Galleria Nazionale d’Arte Moderna) an der Esposizione di Belle Arti in Rom 1883 ausgestellt. Tallone hielt sich oft zusammen mit Antonio Mancini und Francesco Paolo Michetti in Rom auf. Sein Erfolg bei Publikum und Kritikern gleichermaßen wurde im darauffolgenden Jahr an der Esposizione Generale Italiana in Turin bestätigt. 1885 wurde er an der Accademia Carrara, in Bergamo, zum Lehrer der Malerei ernannt, eine Stelle, die er auch an der Brera-Akademie, in der Nachfolge von Bertini, von 1899 an innehatte. In diesen Jahren stellte er weiterhin seine Werke aus und wurde in intellektuellen, bürgerlichen und aristokratischen Kreisen als Porträtist bekannt. Eine der letzten Auszeichnungen, die er erhielt, war der Principe Umberto-Preis 1908, und auf der Esposizione Internazionale d’Arte di Venezia war ein ganzer Raum seinen Werken gewidmet. Er starb in Mailand. Auf Initiative seines Freundes Bignami gedachte die Brera-Akademie seiner mit einer postumen Retrospektive.

## Ausstellungen
- 1986: Ausstellung der Società Permanente di Belle Arti de Milan
- 1889: Weltausstellung Paris
- 1897: Internationale Ausstellung von Venise
- 1898: Esposizione Generale Italiana in Turin
- 1909: VIII. internationale Ausstellung von Venise (14 Werke)

postum
- 2005/2006: Un altro Ottocento. Gusto e cultura in una quadreria oltrepadana, Piacenza
- 2007/2008: Collezioni in dialogo. Da Vincenzo Vela a Cuno Amiet, Lugano (als einer der ausgestellten Maler)
- 2008: Cesare Tallone: 1853-1919. Retrospektive in Bellinzona, Schweiz, im Museo Villa dei Cedri

## Werke

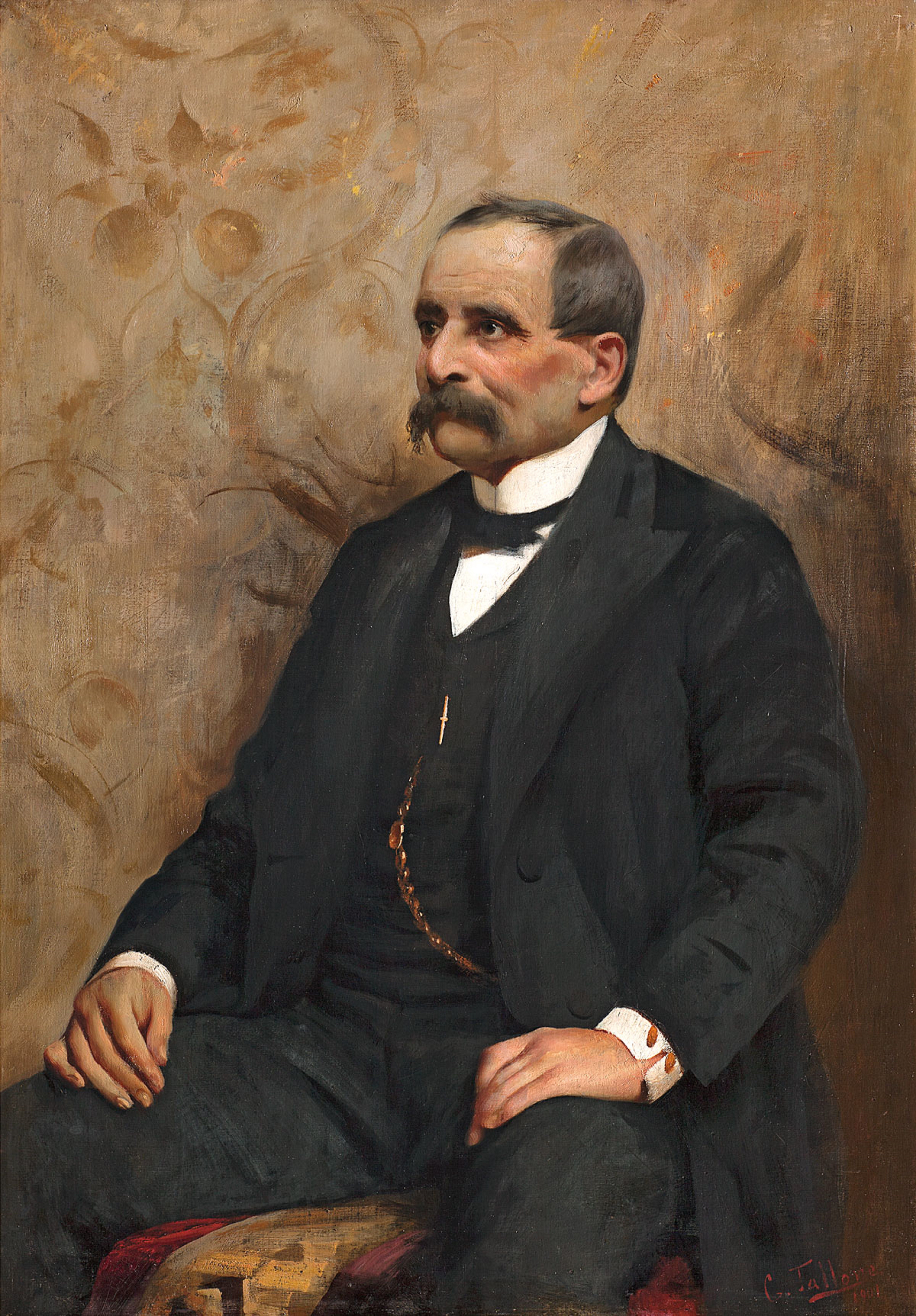
Porträt des Grafen Aldo Annoni, 1901
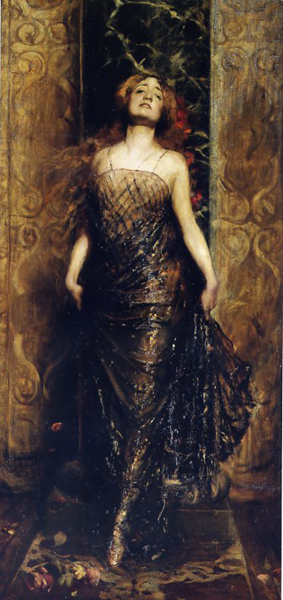
Porträt von Lida Borelli
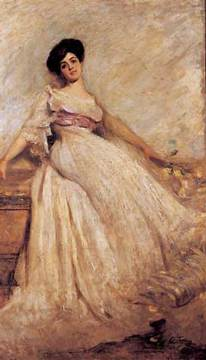
Porträt von Ellade Crespi Colombo
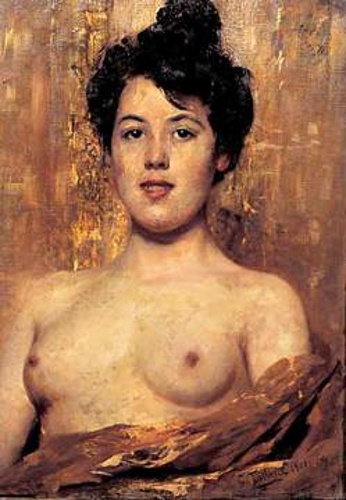
Weiblicher Halbakt
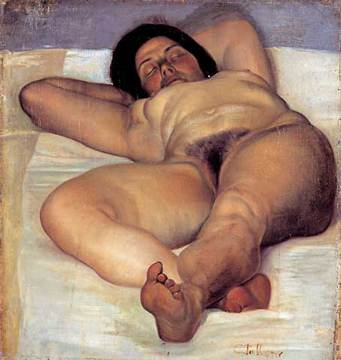
Weiblicher Akt